# Rathaus (Rotterdam)

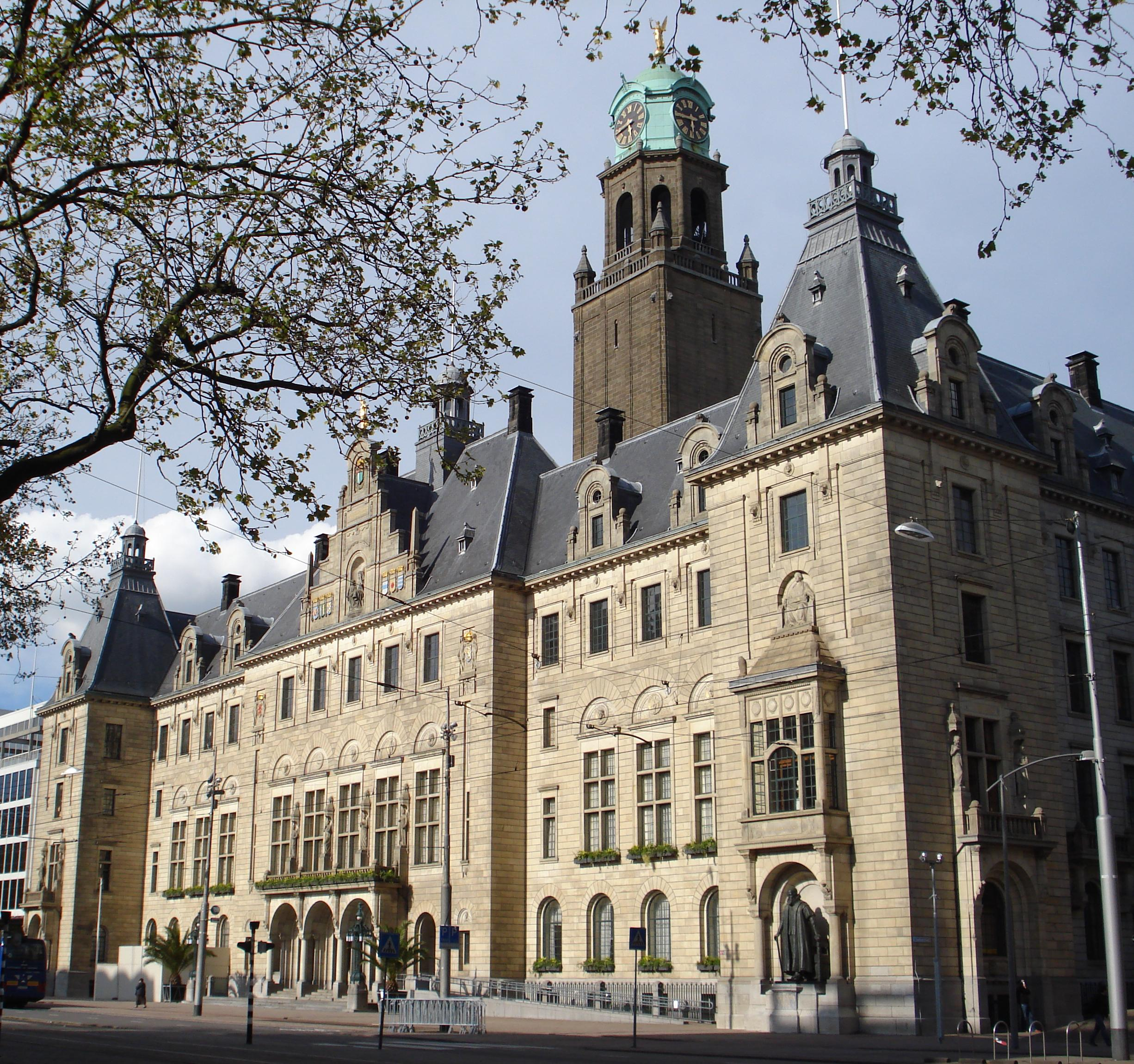
Rathaus von Rotterdam

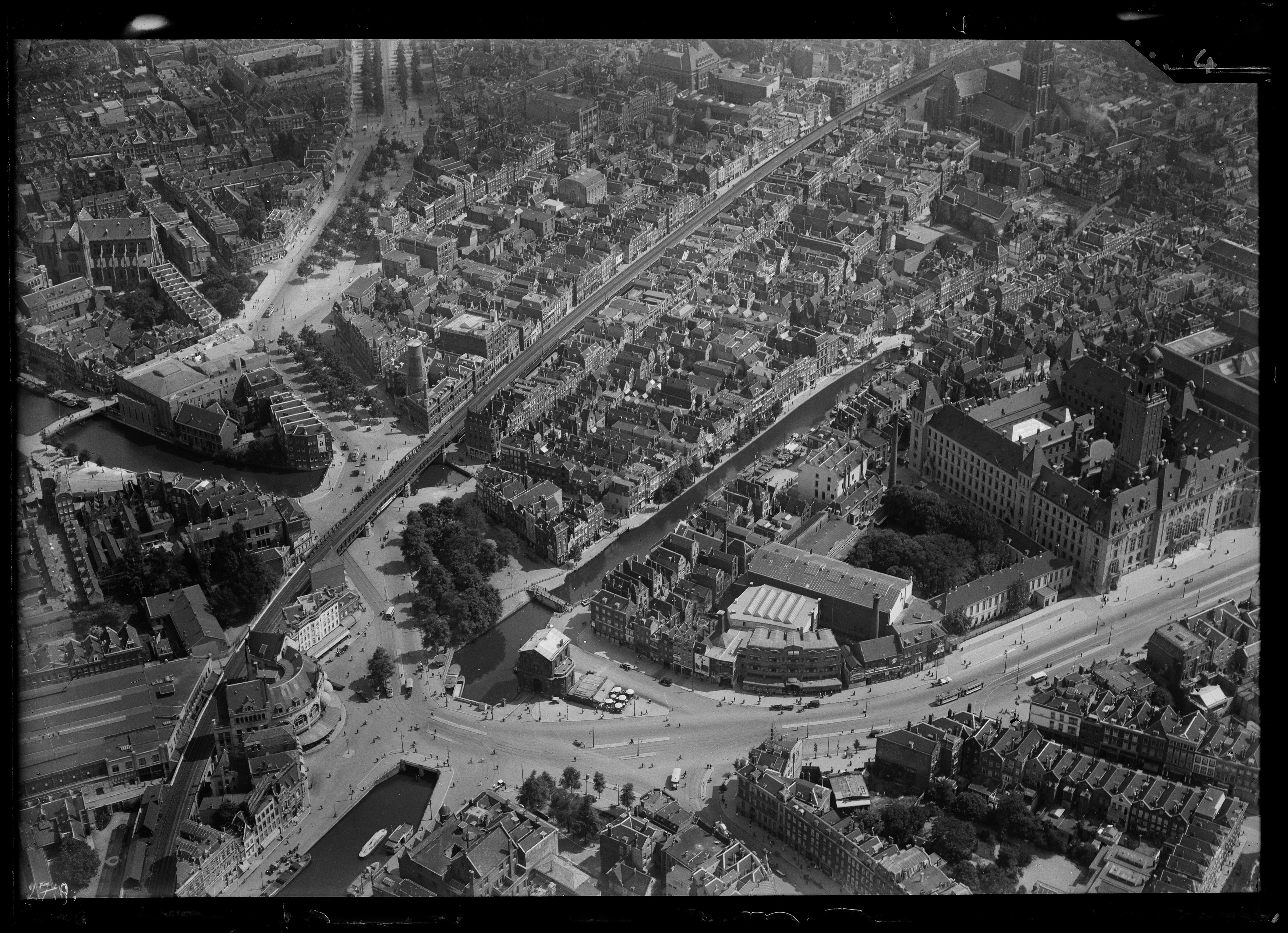
Militärische Luftaufnahme mit Rathaus vor dem Deutschen Bombardement, 1920–1940

Das Rathaus (niederländisch Stadhuis) der niederländischen Stadt Rotterdam wurde zwischen 1914 und 1920 an der so genannten Coolsingel errichtet. Der Bau geht auf Entwürfe des Architekten Henri Evers zurück. 
Das Gebäude ist eines der wenigen im Zentrum der Stadt, die den Luftangriff am 14. Mai 1940 überstanden haben. 
Seit 1997 steht das Rathaus als Rijksmonument unter Denkmalschutz.

## Weblinks

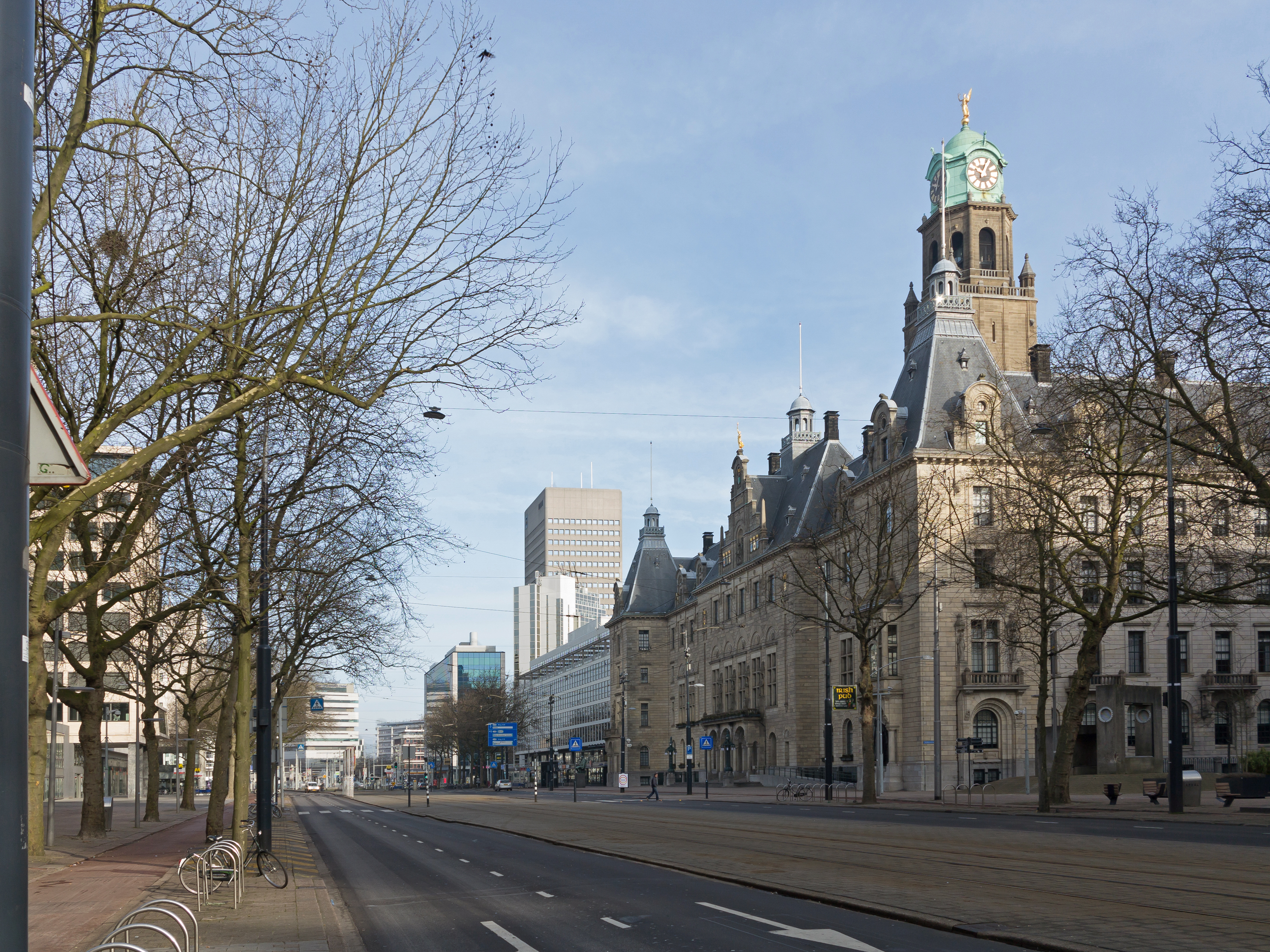
Rotterdam, Rathaus auf dem Coolsingel